# يطروفة كوستاريكية
جتروفا كوستاريكية (الاسم العلمي:Jatropha costaricensis) هي نوع من النباتات تتبع جنس الجتروفا من الفصيلة الفربيونية.